# قدم زدن زیر آفتاب
راهپیمایی آفتابی (انگلیسی: A Walk in the Sun) فیلمی در ژانر درام به کارگردانی لوئیس مایلستون است که در سال ۱۹۴۵ منتشر شد.

## بازیگران
- دانا اندروز
- ریچارد کونته
- جان آیرلند
- لوید بریجز
- استرلینگ هالووی
- نورمن لوید
- ریچارد بندیکت